# Histoire du département de Vaucluse

Le blason de Vaucluse

Même si le département français de Vaucluse ne fut créé que le 25 juin 1793, l'histoire du territoire qu'il recouvre est riche et beaucoup plus ancienne.
Le plus vieux village du (futur) territoire français est le site de Courthézon, daté de 4560 av. J.-C. environ.

## Préhistoire

### Paléolithique

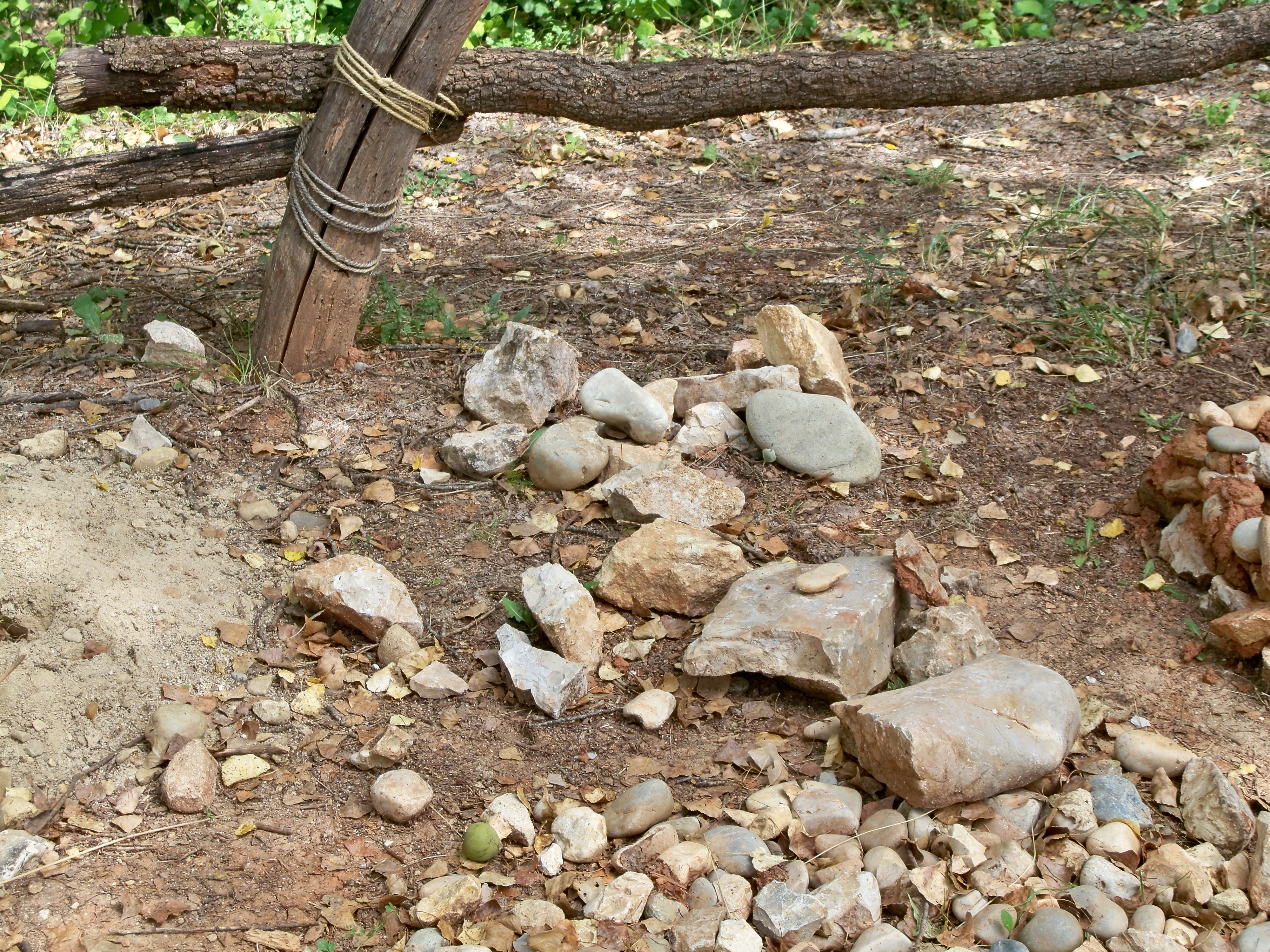
Atelier de taille de silex

- −300 000 ans : sites acheuléens ou abbevilliens à Saignon (site de plein air de « La Barre »), et à Cheval-Blanc (abri de la Baùmo doù Luce).
- −128 000 ans : à Murs, début de l’occupation du site de Bérigoule. Cette station a fourni du matériel lithique en silex (30 000 pièces recensées dont 800 outils)[2],[3],[4].
- −100 000 à −90 000 ans : à Bédoin, Caromb, Malaucène et Mormoiron, bifaces en silex de type acheuléen.
- −57 000 ans : dans le massif du Luberon, à Bonnieux, occupation moustérienne de l’abri du Pont de la Combette[5].
- −50 000 ans : à Buoux, dans la vallée de l’Aiguebrun, industrie lithique de type moustérien dans la baume des Peyrards.
- −35 000 ans : à Lacoste, occupation de type Paléolithique supérieur dans la grotte de la Combe Buisson, ainsi qu’à Ménerbes, dans l’Abri Soubeyras. Silex taillés en forme de burins, grattoirs, lamelles et pointes à dos, etc. avec outillage d’os, sagaies, baguettes demi-rondes, etc.
- −22 000 ans : à Lacoste, site solutréen de plein air de la Font Pourquière. Son utilisation sera effective durant quatre millénaires.
- −9 000 ans : à Apt, le site des Agnels, près du ruisseau de la Mauragne, est fréquenté par les chasseurs-cueilleurs (aurochs, cerfs, sangliers, lapins, etc.). Cette station de dépeçage qui sera utilisée pendant 3 000 ans a livré 5 000 pièces de silex taillés de 8 types différents.
- −9 000 à −6 000 ans : à Lacoste, le site épipaléolithique de la grotte de la Combe Buisson, à « ambiance mésolithique », a livré des restes importants de microlithes.
- −8 000 ans : la Durance qui se jetait directement dans la Méditerranée par la Crau est capturée par le Rhône.

### Néolithique

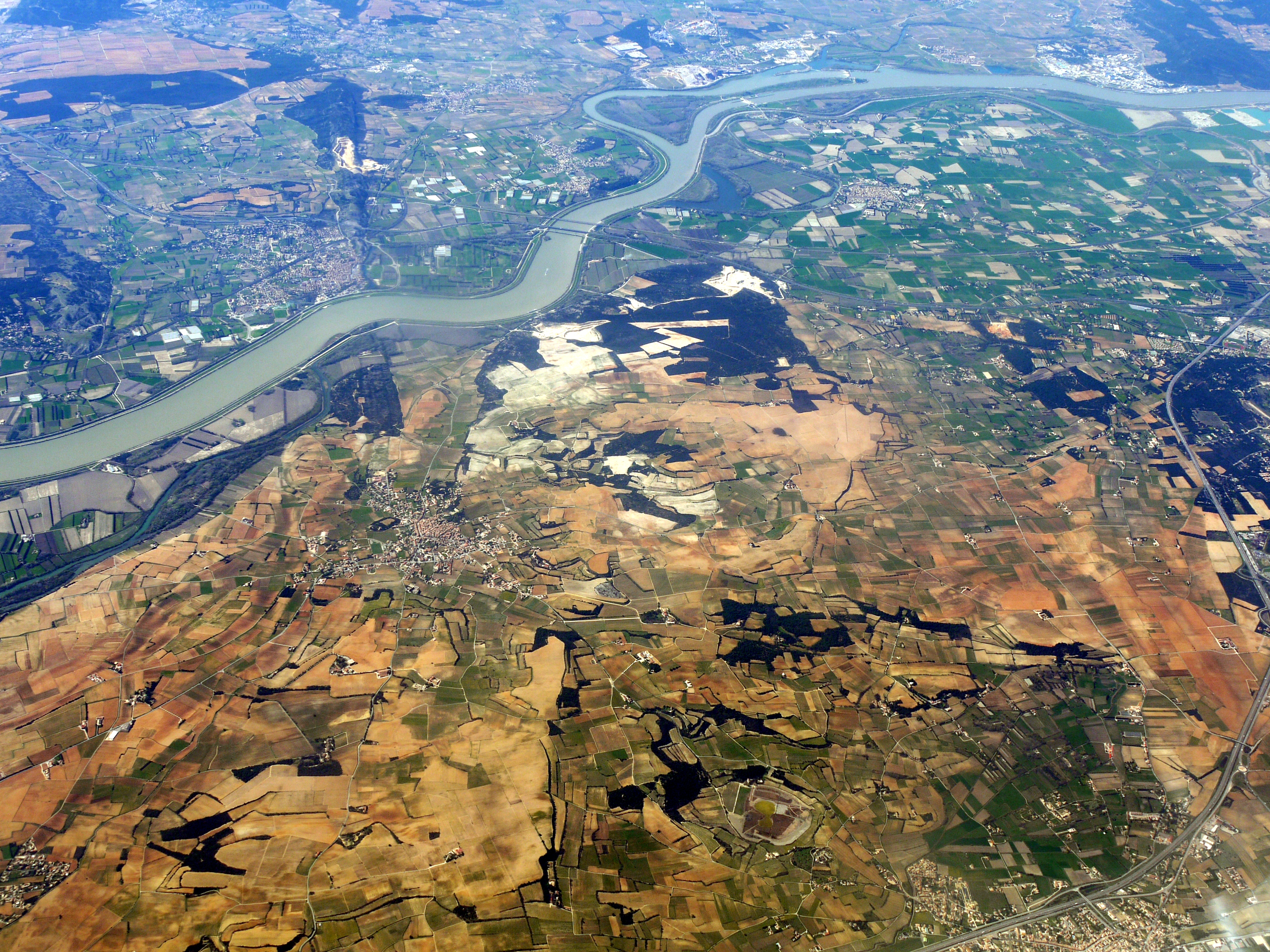
Le plus ancien site néolithique de France entre Courthézon et Châteauneuf-du-Pape

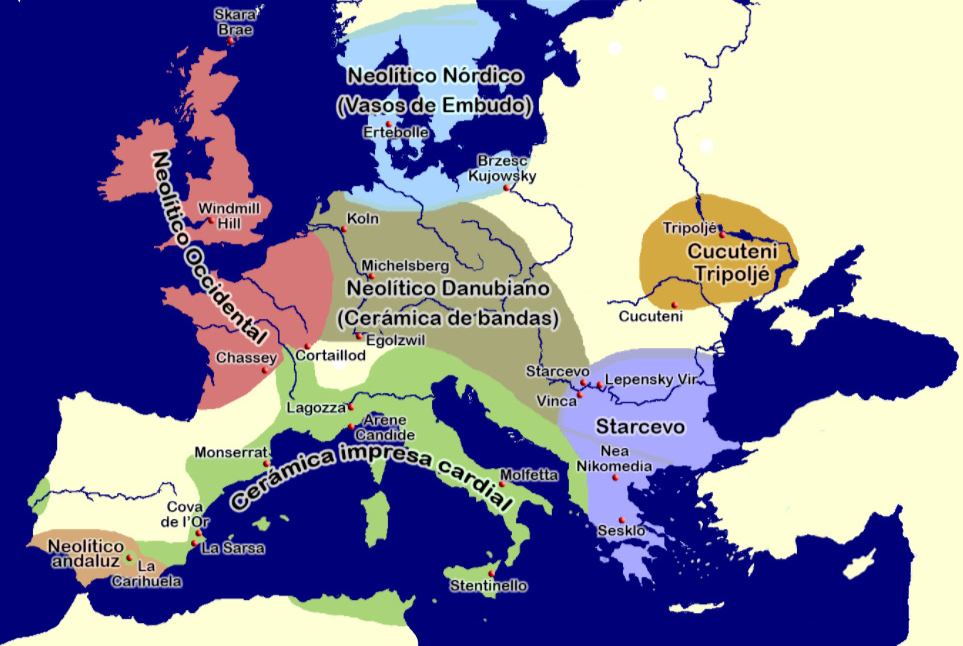
Développement de la céramique cardiale et de la civilisation de Lagozza

- - 5 400 ans : dans la moyenne vallée du Rhône, pour la période du Néolithique ancien, les fouilles sur le tracé du TGV ont mis en évidence une implantation sur le site des Petites Bâties, à Lamotte-du-Rhône. Les mêmes fouilles ont mis au jour des vestiges isolés sur les sites de Juilléras et de Pont-de-Pierre 2 nord à Bollène.
- - 4 650 ans : à Courthézon, le plus ancien site néolithique de France a été découvert en 1971 au « Mourre de Pradel » sur le site du Baratin. Il a été daté du VIe millénaire avant notre ère et est situé en bordure ouest de la plaine de l'Ouvèze, entre le massif collinaire de Châteauneuf-du-Pape à l'est où il constitue « une zone en forme de doigt pénétrant le massif » et les terrasses molassiques de Carpentras à l'ouest. Les premières fouilles sur ce site ont eu lieu de 1970 à 1972 sous la direction de Jean Courtin. Après une interruption de dix-neuf ans, elles ont été reprises en 1991 sous la direction d'Ingrid Sénépart. Pour la première fois, ses habitants, qui ont quitté grottes et abris pour s'installer en plaine et construire des cabanes, pratiquent l'élevage et l'agriculture. Leurs poteries décorées avec un petit coquillage se rattachent à la « civilisation cardiale », leurs pratiques pastorales et agricoles aux chasséens, culture autochtone du Midi de la France. Ce groupe qui consommait de 30 à 40 % de viande de chasse, marque le passage de la civilisation cardiale à celle des Chasséens, agriculteurs à 90 %[6].
- - 3 500 ans : dans la moyenne vallée du Rhône, sur le site de Julliéras, à Mondragon, les fouilles sur le tracé du TGV ont mis au jour deux monuments mégalithiques du Néolithique récent.
- - 3 400 ans : dans la vallée du Calavon, à Bonnieux, village du Néolithique final aux Fabrys (20 hect).
- - 3 000 ans : dans la moyenne vallée du Rhône, près de Bollène, sur le site de "Pont-de-Pierre 2 sud", les fouilles sur le tracé du TGV ont identifié sur 270 m2 des 2 500 m2 du chantier une occupation au Néolithique moyen avec sépulture, tessons de poteries, fragments lithiques et deux structures de pierres chauffantes de type « fours polynésiens » attribuables au Chasséen récent. Le corps d'un adulte avait été déposé sur une cuvette de 10 cm de profondeur et inhumé dans un espace vide, mais non rigide (mauvais état de conservation). Il était en position fléchie plus ou moins contractée, les mains jointes ramenées près de la tête ou à la base du cou (inhumation en décubitus). Aux abords de la sépulture 20 artefacts en silex dont 4 pièces typiques du Chasséen récent : 2 fragments de lame à talon lisse et 2 lamelles à encoche transversale.

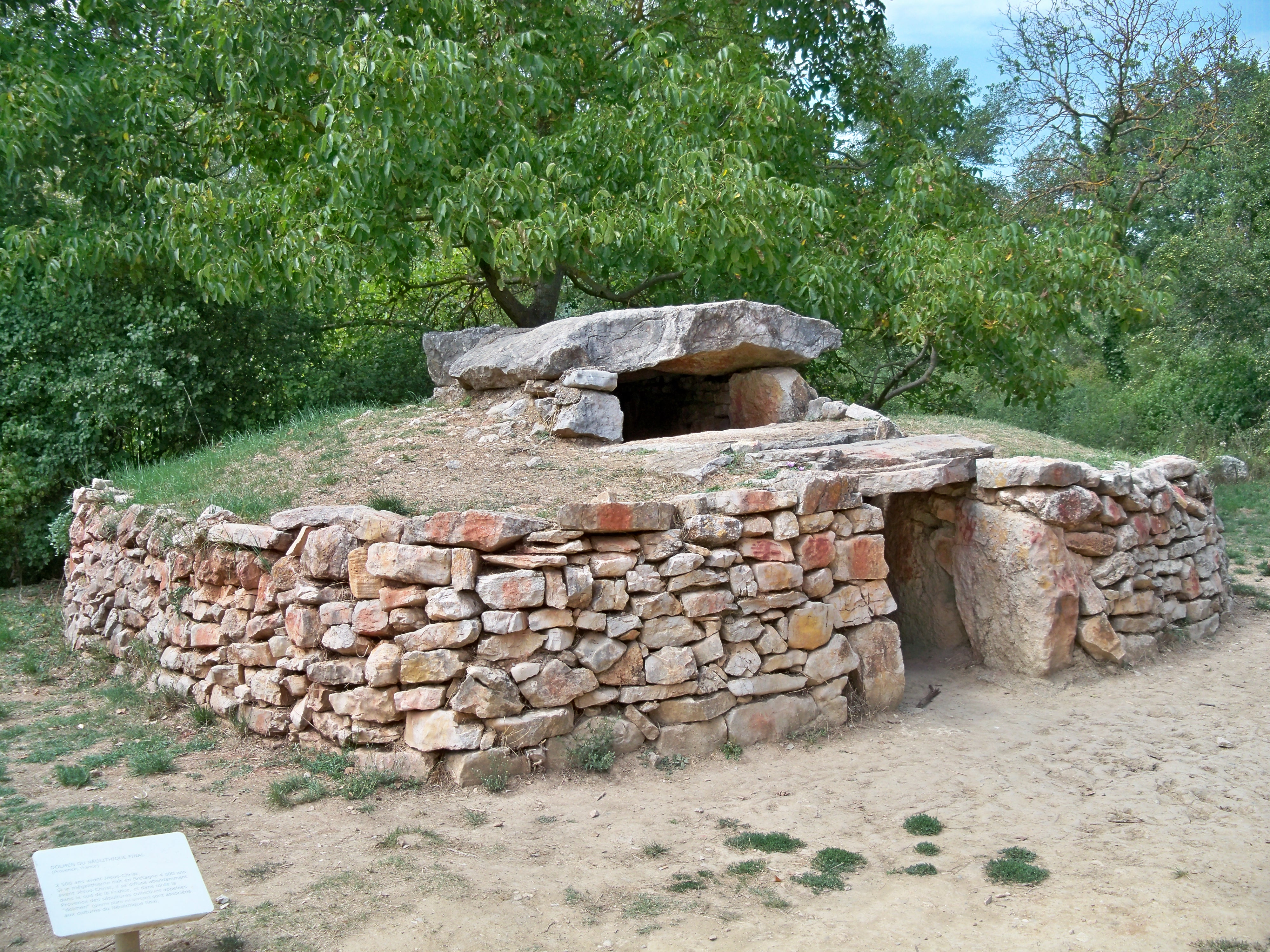
Tertre funéraire

- - 3 000 ans : à Goult, sur les bords du Calavon, est édifié un tertre funéraire de 15 m de diamètre. Sa salle est constituée par une dalle dolménique reposant sur deux murets de pierres sèches. Il sert de lieu d'inhumation à 30 corps dont une majorité d'enfants.
- - 3 000 / - 2 800 ans : en Provence, des stèles anthropomorphes (Lauris, Orgon, Senas, Trets, Goult, L'Isle-sur-la-Sorgue, Avignon) rattachées à la « civilisation de Lagozza ». L'agriculture devient prédominante dans les basses vallées du Rhône et de la Durance.
- - 2 600 ans : habitat de la Balance à Avignon.
- - 2 500 ans : à Ménerbes, édification du dolmen de la Pichouno qui comporte une grande dalle montée sur des murets de pierres sèches.
- - 2 300 ans : à La Roque-sur-Pernes, premiers dépôts de corps dans l'hypogée de la Sanguinouse. Ce cimetière chalcolithique, qui est utilisé pendant 400 ans, contient soixante corps sur 10 m2.

### Âge du bronze
- - 2 200 à - 1 600 ans : dans la moyenne vallée du Rhône, sur le site de Julliéras, à Mondragon, les fouilles sur le tracé du TGV ont mis au jour un ensemble funéraire du Bronze ancien comprenant 9 sépultures en fosse.
- -2 090 ans (± 140 ans) :  la vallée du Rhône, pendant l'âge du bronze, est devenue la grande voie de passage Nord / Sud de l’étain, venu d'Armorique et de Cornouailles. La route de l'étain commençait à l'estuaire de la Loire et remontait le fleuve afin de rejoindre le Rhône[7]. Ce trajet est attesté par Diodore de Sicile qui, au Ier siècle avant notre ère, parlait d'un périple de trente jours pour atteindre l'embouchure du Rhône[8]. Certains suggèrent un passage par Roanne[7], d'autres par la route du Puy-en-Velay et le col du Roux[9], près de Saint-Cirgues-en-Montagne[8]. Trafic qui n'était pas sans risque comme en témoigne l’hypogée de Roaix, au bord de l’Ouvèze, qui est daté de la fin du Chalcolithique. Situé au quartier des Crottes, dominant l’emplacement des anciens marais, il contenait 30 corps, hommes, femmes ou nouveau-nés, qui tous portaient des traces de blessures ou de traumatismes mortels puisque certains présentaient des pointes de flèches fichées dans les os du bassin ou au milieu du thorax. C'est probablement le résultat d'une guerre locale liée au trafic de l'étain. Il s'agit de l'une des plus anciennes preuves d'inhumation collective à la suite d'un massacre et de l'un des premiers témoignages de guerre[10].
- - 2 000 ans : dans les Dentelles de Montmirail, occupation des grottes d’Ambrosi. Culte solaire et « pierres à bassin » pour sacrifices humains et d’animaux à l'oppidum de Courens.

## Âge du fer

### Civilisation de Hallstatt
- - 850 : la technique du travail du fer pénètre en Europe en remontant la vallée du Danube. Ce premier âge du fer est connu sous le nom de « civilisation de Hallstatt » du nom de la nécropole d’une station autrichienne du Salzkammergut, à 60 km de Salzbourg, où ont été fouillées 1 300 tombes. La richesse des « seigneurs » de Hallstatt est basée sur l’exploitation des mines de sel. Cette civilisation va s’étendre de la Haute vallée du Danube à celle du Rhin moyen et de l’axe Saône-Rhône avec d’importantes agglomérations tous les 50 à 100 km. Sur ce territoire on exporte vers le bassin méditerranéen de l’étain, des bois, des peaux, des salaisons et des esclaves. L’exportation fournit des vases précieux, du vin et des parures.
- - 830 à - 800 : dans la basse vallée du Rhône, sur le site de Pont-de-Pierre 2 nord à Bollène, au bord du Lauzon, les fouilles TGV ont mis en évidence une des rares inhumations sous tumulus en Provence. Celui-ci avait été tronqué par le débordement du Lauzon jusqu’à 40 cm. Ce qui n’a pas empêché les archéologues de retrouver, sur plus de 50 m2 autour du corps, les traces de plusieurs anneaux de terre constituant un cercle de 12 mètres de diamètre. Le tertre central était recouvert par trois autres tertres concentriques successifs, le dernier étant matérialisé par des galets rhodaniens calibrés placés en périphérie. Un fossé bordait l’ensemble. Le corps, celui d’un adulte masculin, reposait sur un fin dépôt charbonneux recouvert de 10 cm de terre. Le seul mobilier funéraire était une grande jarre posée contre la jambe droite du défunt (typique du Bronze final 3b) et fracturée intentionnellement sur place. Cette constatation a permis de mettre en exergue un rite funéraire avec fracturation et prélèvement de certains fragments d’un vase d’accompagnement, rite considéré comme inédit au Bronze final 3b.
- - 755 à - 700 : dans la basse vallée du Rhône, sur le site de la Bâtie à Lamotte-du-Rhône, les fouilles TGV ont mis au jour une inhumation du début de l’âge du fer et permis la fouille de deux sépultures éloignées l’une de l’autre de 2,60 m. Elles contenaient chacune un adulte déposé en décubitus dorsal. Pour la première, le mobilier funéraire était composé d’un vase (jarre non tournée en céramique fine décorée de cannelures) et d’objets de parure (petites perles d’ambre et six bracelets de bronze). Pour la seconde, le mobilier comprenait deux vases : l'un était identique à celui de la tombe voisine, et l'autre était une jatte en céramique fine non tournée à panse à profil surbaissé décorée de cannelures. Une jarre isolée, à une trentaine de mètres des deux tombes, a laissé supposer l’existence d’une troisième sépulture détruite lors du creusement d’un fossé gallo-romain.
- - 740 : les Grecs de Rhodes s’installent à Marseilleveyre, Arles, Saint-Blaise, La Valette, Cavalaire et Monaco. Ils donnent leur nom au Rhône (Rhodano). L’œnoché (cruche) et le kylis (coupe à vin) de Pertuis sont datés de cette période.

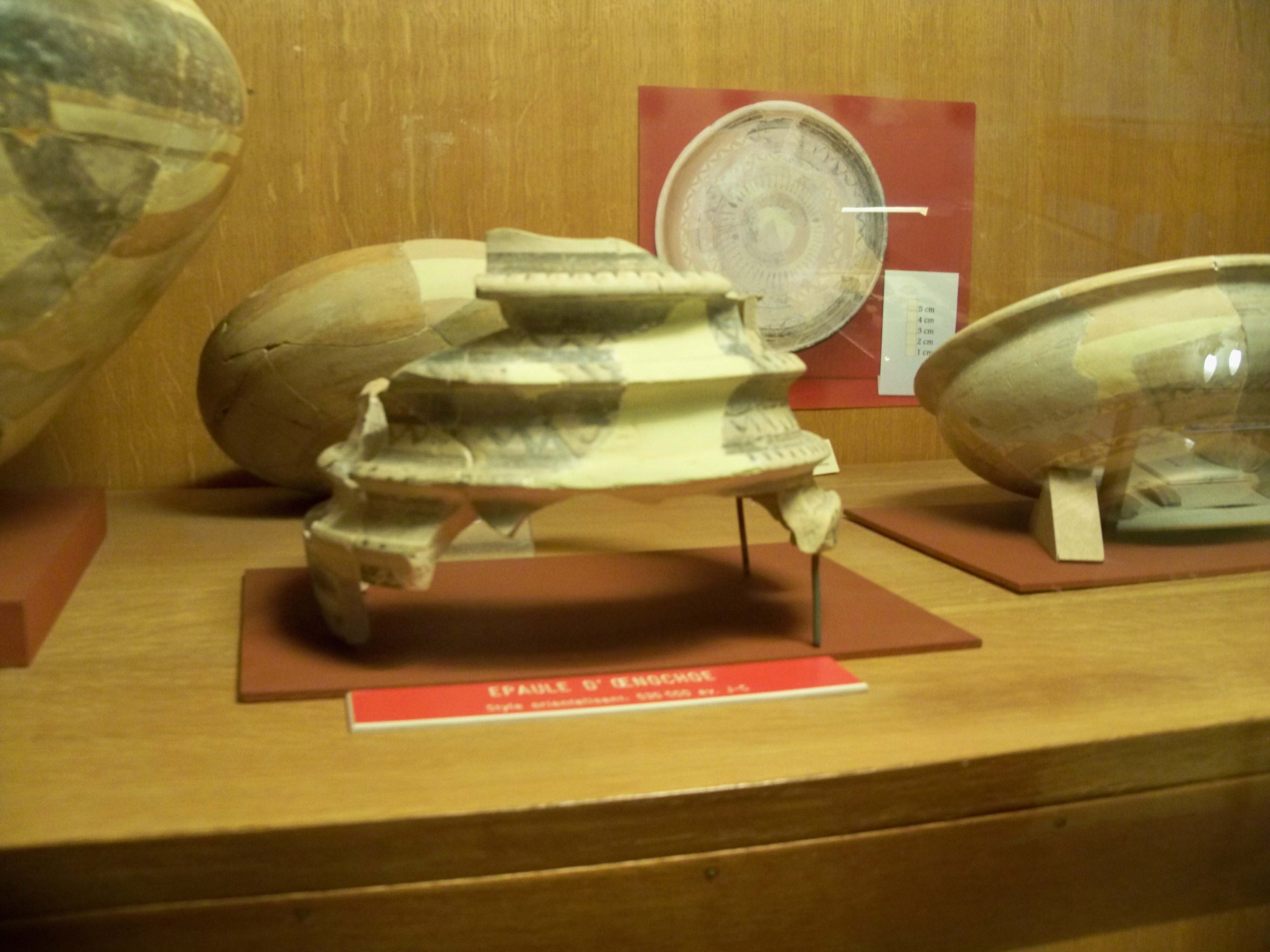
Vases vinaires pseudo-ioniens (VIe siècle avant notre ère)

- - 594 : fondation de Massalia par les Phocéens, sur les bords du Lacydon. La tradition veut que les Grecs de Phocée aient enseigné aux populations autochtones l’art de greffer (enter) l’oléastre (olivier sauvage) et les lambrusques (vignes sauvages).
- - 550 : développement du premier port de Roquemaure, sur le Rhône, qui rayonne sur Avignon et dessert les itinéraires cévenols.
- - 539 : Avenio, la capitale de la tribu des Cavares, devient un comptoir (emporion) des Phocéens.
- - 500 : les Phocéens de Massalia fondent les comptoirs de Trets (Tresia), Cavaillon (Caballion) et Vindalion (Mourre du Sève, près de Sorgues). Les cultivateurs du Pègue aménage des greniers à blé dont l’importance atteste des relations commerciales et culturelles avec Massalia (vaisselle de luxe attique à figures noires, amphores à vin, céramique grecque d’imitation locale).
- - 500 : effondrement des « résidences princières » de la civilisation de Hallstatt en Bohème, Hongrie, Allemagne du sud, Autriche, Suisse et le quart N.E. de la France.

### Civilisation laténienne

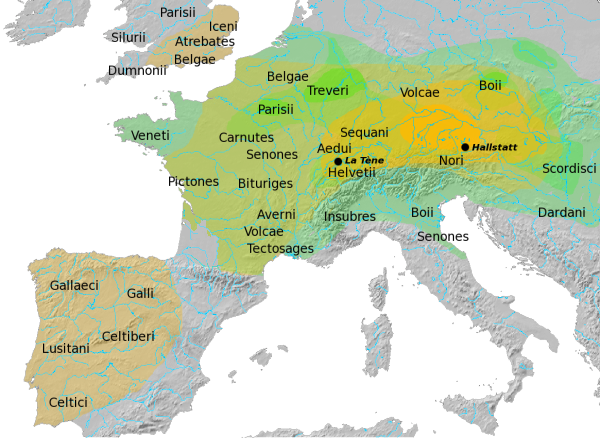
Influence en Europe occidentale de la civilisation de Hallstat et de La Tène

- - 500 / - 480 : à la Tène, sur les rives du Lac de Neuchâtel, apparition du second âge du fer (civilisation laténienne).

Hannibal traversant le Rhône à la hauteur de Caderousse

- - 300 : dans tout le bassin méditerranéen les températures redeviennent à nouveau plus clémentes. Cette phase appelée « douceur romaine » va durer un siècle et demi.
- - 218 : lors de la deuxième guerre punique, après avoir évité d'attaquer aux villes grecques de Catalogne, Hannibal Barca pénétra en Gaule. On pense que, après avoir franchi les Pyrénées au col du Perthus et établi son campement près de la ville d’Illibéris[11] — actuelle Elne à proximité de Perpignan — il se dirigea sans encombre jusqu’au Rhône, où il arriva en septembre -218 avant que les Romains ne puissent empêcher son passage, à la tête de quelque 38 000 fantassins, 8 000 cavaliers et 37 éléphants de guerre[12]. Hannibal campe à Roquemaure, une des cités des Volques Arécomices, et pour éviter d’être pris à revers par les tribus gauloises hostiles, ordonne à Hannon le Grand, fils de Bonicar, de faire diversion vers Bourg-Saint-Andéol. L'hypothèse la plus probable est qu'il fit traverser son armée à la hauteur de Caderousse où se situaient les Insulae Furianae selon de relevé C des cadastres d'Orange[13]. Après avoir évité les populations locales, dont les Voconces qui tentaient d’arrêter sa progression, Hannibal échappa aux légions romaines venant de la côte méditerranéenne en remontant la vallée du Rhône[14]. Rome venant de conquérir la Gaule cisalpine, Hannibal espérait, après avoir traversé les Alpes, trouver un renfort chez les Gaulois du nord de l'Italie[15]. Il fit étape à Lioux[16]
- - 150 : La « douceur romaine » qui régnait sur les pays méditerranéens s’estompe pour laisser place, pendant un demi-siècle, à des températures plus fraîches[réf. nécessaire].
- - 124 / - 123 : à la demande des marchands de Massilia, en butte aux tracasseries des  Salyens, les légions romaines commandées par Marcus Flavius Flaccus, passent le col de Larche, soumettent cette tribu et leurs alliés, les Voconces.
- - 121 / - 120 : une autre expédition, dirigée par Gnaeus Domitius Ahenobarbus – barbe couleur d’airain – et Quintus Fabius Maximus Allobrogicus, parachève la conquête. Les Allobroges et les Voconces se heurtent aux légions romaines de Ænobarbus à Vindalium (le Mourre du Sève, entre Sorgues et Vedène). Cneius Domitius Ænobarbus fait construire deux tours pour célébrer sa victoire contre ces tribus. Ce lieu prend le nom de Biturritæ (Bédarrides). C’est une insulte aux vaincus car : « Nunquam enim populus Romanus hostibus domitis suam victoriam exprobavit » (Jamais le peuple romain n’avait reproché aux vaincus leur défaite).

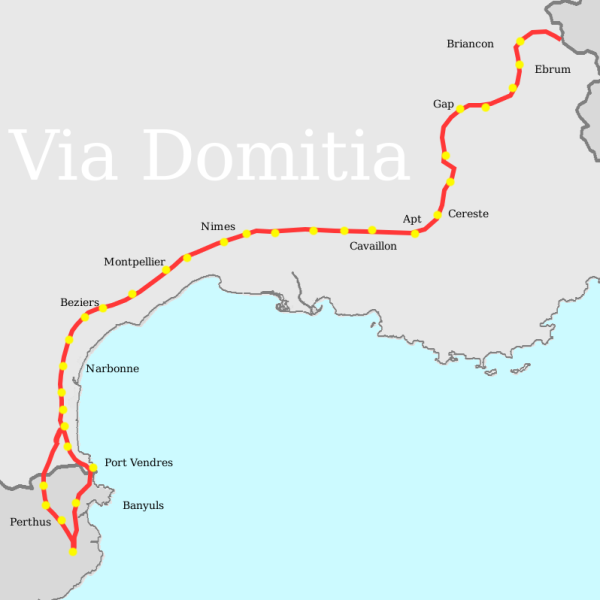
Carte de la voie Domitia

- - 120 : construction, en trois ans, de la voie Domitienne (Via Domitia) qui relie Milan à Cadix en passant par le Mont Genèvre (Mons Jani). Dans le futur département de Vaucluse, elle relie Aptam Juliam (Apt) à Cabellionem (Cavaillon).
- - 105 : le 6 octobre, les Teutons, alliés aux Cimbres, aux Ambrons et aux Helvètes écrasent les légions romaines du consul Mallius Maximus et de Servilius Cæpio lors de la bataille d'Orange devant Arausio (Orange). Le trésor des Volques de Toulouse est jeté dans le Rhône par les vainqueurs. « Ils jettent dans le fleuve l’or, l’argent, les armes, les cuirasses, les vases même après les avoir brisés, les vêtements des cadavres sont lacérés et les chevaux encore vivants précipités dans un gouffre » (Orose).
- - 104 : Apollodore le grammairien, fils d’Asclépiades, qui a été le disciple d’Aristarque le grammairien et du philosophe Panœtius, rédige ses « Chroniques » et dans son Livre IV, il cite la mythique cité d’Aéria dans la vallée du Rhône.
- - 100 : la « douceur romaine » reprend tout autour de la Méditerranée, elle va durer 330 ans.
- - 78 : la rapacité de Fonteius provoque la révolte des Voconces.
- - 69 : fondation en une décennie de Vaison-la-Romaine (Vasio). C’est la première cité gallo-romaine à obtenir le statut de cité fédérée  (Civitas Foederata) qui en fait l’alliée de Rome.
- - 50 : fin de la période de la Tène qui avait été marquée par l’influence romaine et le renouveau de l’art archaïque celte (chaudron de Gundestrup).

## La Provincia romaine
- - 50 : naissance du vaisonnais  Trogue-Pompée. Il deviendra le premier historien gaulois de langue latine.
- - 50 / - 30 : la cité de Vaison s’entoure de « villæ » qui sont parmi les plus grandes connues (2 000 à 5 000 m2).
- - 46 : le gouverneur de la Gaule, Tiberius Claudius Nero, père du futur empereur Tibère, change le nom de Carpentoracte (Carpentras) en Forum Neronis. Cette cité gauloise tirait son nom premier du celte « carpentum » : voiture à deux roues munies d’une capote.
- - 43 : alors qu’au confluent de la Saône et du Rhône une colonie romaine est fondée près de la cité gauloise de Condate et prend le nom de Copia (la Colonie de l’Abondance) avant de devenir Lugdunum (Lyon), la vieille cité celto-grecque d’Aouénion (Avignon) acquiert le statut de colonie latine.
- - 42 : Cavaillon (Cabellio) devient « Colonia Augusta Cabellio ».
- - 40 / - 30 : à Mazan, un potier, venu d’Italie, fabrique les premières amphores gréco-italiques connues en Gaule. Ce sont les premières traces archéologiques des vins produits sur le terroir viticole des Ventoux (AOC). Les fouilles menées, au lieu-dit le Jonquier, sous la direction de Dominique Carru ont permis de mettre au jour l’atelier d’un potier. Il a été daté par les archéologues du Ier siècle avant notre ère[17].
- - 35 : sur le territoire des Tricastinii, membres de la confédération des Cavares, fondation d’une cité romaine d’Arausio (Orange) où sont installés les vétérans de la Légio II Gallica. Orange devient la « Colonia Julia Secundanorum Arausio ».
- - 35 : à Cavaillon, cité des Cavares, l’oppidum Saint-Jacques renforce ses fortifications.
- - 20 : construction de l’Arc de Triomphe d’Orange à 80 m en avant des fortifications de la cité. Il adopte une thématique trinaire avec ses trois registres horizontaux, ses trois divisions verticales et ses trois ouvertures. Il est orné, pour célébrer les exploits des vétérans de la Legio II Gallica d’armes gauloises, de dépouilles navales, sur l’attique supérieur d’une « frise des combattants » et sur les 4 faces de scènes représentants les Gaulois vaincus par Rome.

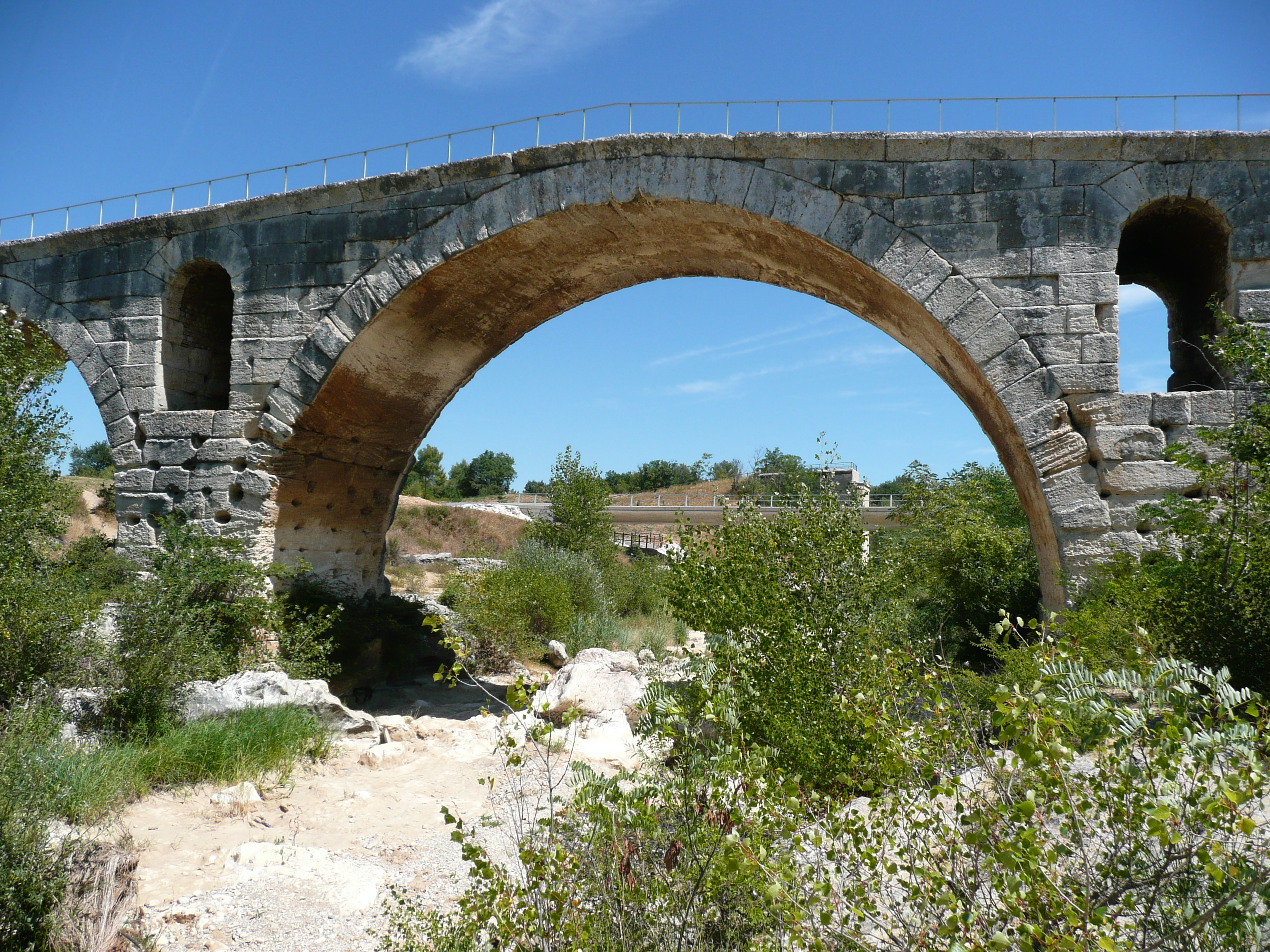
Pont Julien

- - 20 : un « magus », marché gallo-romain, est installé au pied de l’oppidum de Vindasca (Venasque).
- - 14 : Auguste confère à Carpentras le titre de « Colonia Julia Méminorum » et lui octroie le droit latin.
- - 10 : édification de l’Arc de Triomphe de Cavaillon.
- - 3 : réfection de la Via Domitia. Un certain nombre de bornes milliaires sont alors marquées au nom d’Auguste. Près d’Apt, construction du Pont Julien actuel sur le Calavon. Il comporte 3 arches et mesure 68 m de long sur 4,25 de large et 14 m dans sa plus grande hauteur.

## Les tribus celto-ligures
Avant l'arrivée de Jules César, le territoire est occupé par plusieurs tribus celto-ligures. On retrouve des traces de Cavares, Voconces et Méminiens… mais aussi de Dexsiviates, Menlini, Tricastini, Vordenses et Vulgientes.
Les Voconces, comme d'autres peuples gaulois du secteur, sont romanisés entre 125 et 118 av. J.-C. lors de la conquête de la province de Narbonnaise. Ce peuple occupait un territoire important (plusieurs départements actuels) avec une présence sur les contreforts du Ventoux et l'actuelle Vaison-la-Romaine comme l'un de leurs chefs-lieux.
Dans le courant du Ier siècle av. J.-C., les Voconces signèrent avec Rome un traité d'amitié (foedus) qui leur permit de garder une certaine autonomie et leurs institutions traditionnelles.

## Période  romaine
Le territoire qui formera le futur département de Vaucluse a de nombreuses traces de l'occupation romaine (Théâtre antique d'Orange, etc.).[précision nécessaire]

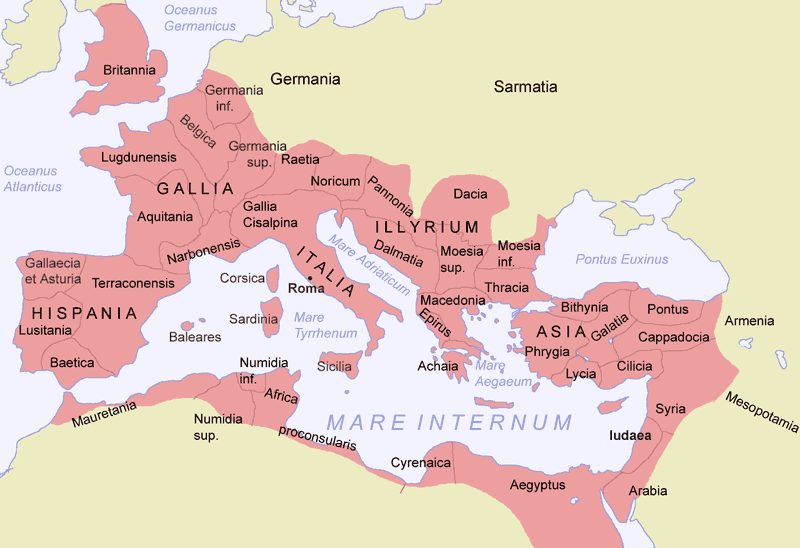
Empire Romain

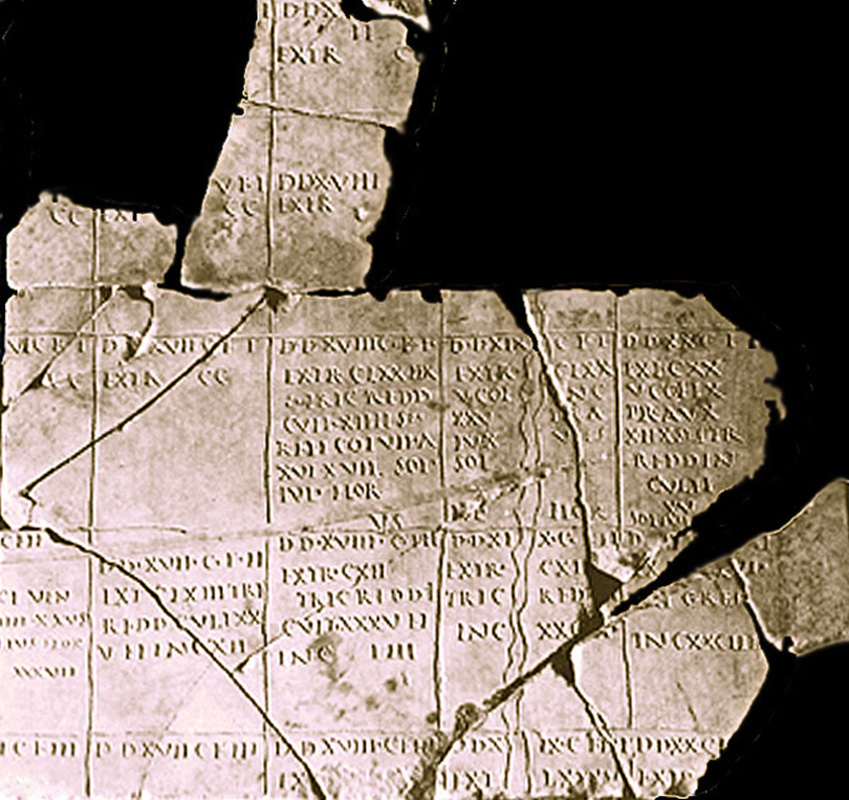
Cadastres d'Orange

C'est à cette époque que vont être créées les futures villes d'Avignon, Orange, Carpentras, Cavaillon, Apt, Vaison-la-Romaine… Orange est fondée en 35 av. J.-C. par les vétérans de la deuxième légion gallique sous le nom de Colonia Julia Secundanorum Arausio dans le territoire de la tribu gauloise des Tricastins (Tricastini). L'empereur romain Vespasien (69-79 apr. J.-C.) fabrique un « cadastre » d'Orange et transforme la ville.
Entre le IIe et IIIe siècles, la ville de Vaison prend son indépendance et se sépare de la cité des Voconces avec Gap et Sisteron.

### Réseau routier
Proche de l'Italie, le futur Vaucluse va bénéficier de la création de plusieurs voies (routes) permettant de faciliter les déplacements. La plus ancienne est la Via Domitia, (voie de Domitien), par Cavaillon, le pont Julien et Apt. Son rôle est principalement stratégique, acheminer rapidement des troupes de l'Italia (Italie) à l'Hispania (Espagne). Une autre route romaine passera par le Vaucluse, la Via Agrippa (voie d'Agrippa), sur un axe nord-sud, d'Arles à Lyon.

### Agriculture et économie
La première représentation connue de tonneaux se trouve sur un bas-relief découvert à Cabrières-d'Aigues, commune au sud de l'actuel département de Vaucluse. La scène montre le halage d'une barque sur la Durance. Cette stèle a été érigée à la gloire d'un négociant spécialisé dans le transport des vins par voie d'eau et ayant vécu au début de la période augustéenne. De même, l'atelier du potier de Ménerbes est daté de la même époque. On a retrouvé autour de son four les mêmes types de récipients vinaires que sur la stèle de Cabrières, et ceux ne sont pas les seules preuves de l'existence d'une importante viticulture gallo-romaine. Le « Trésor d'Apt », déposé au Musée Calvet d'Avignon, est le plus bel ensemble connu de bronzes vinaires (du IIe et IIIe siècles) après ceux de Pompéi.
Avec les invasions Celtes, tour à tour envahisseurs et pillards redoutés, les plantations sont malmenées. Heureusement, la vigne subsiste sur quelques coteaux permettant ainsi de conserver la variété présente sur le secteur.
Pays en plein essor jusqu'au milieu du IIIe siècle[pas clair]. La grande industrie régionale est celle du fer avec des sols riches sur Roussillon, Gargas, Rustrel, etc. On trouve des fourneaux artisanaux de Fontaine-de-Vaucluse à Simiane-la-Rotonde.

## Moyen Âge et Renaissance: guerres et religion
Vers la fin du IIIe siècle, l’Empire romain se désagrège. Le christianisme apparaît et se propage en même temps que son clergé s'organise.
Vers la fin du Ve siècle, le Vaucluse est le théâtre d’invasions « barbares » comme les Wisigoths.
En l'an 500, Gondebaud, roi des Burgondes, s’empare d'Avignon et s’y défend contre Clovis Ier. Le territoire est intégré au royaume Burgonde. Par la suite, la ville est la proie des Goths, et enfin des Francs sous Thierry Ier, roi d’Austrasie, en 612.
En 574, les Lombards ravagent le secteur.

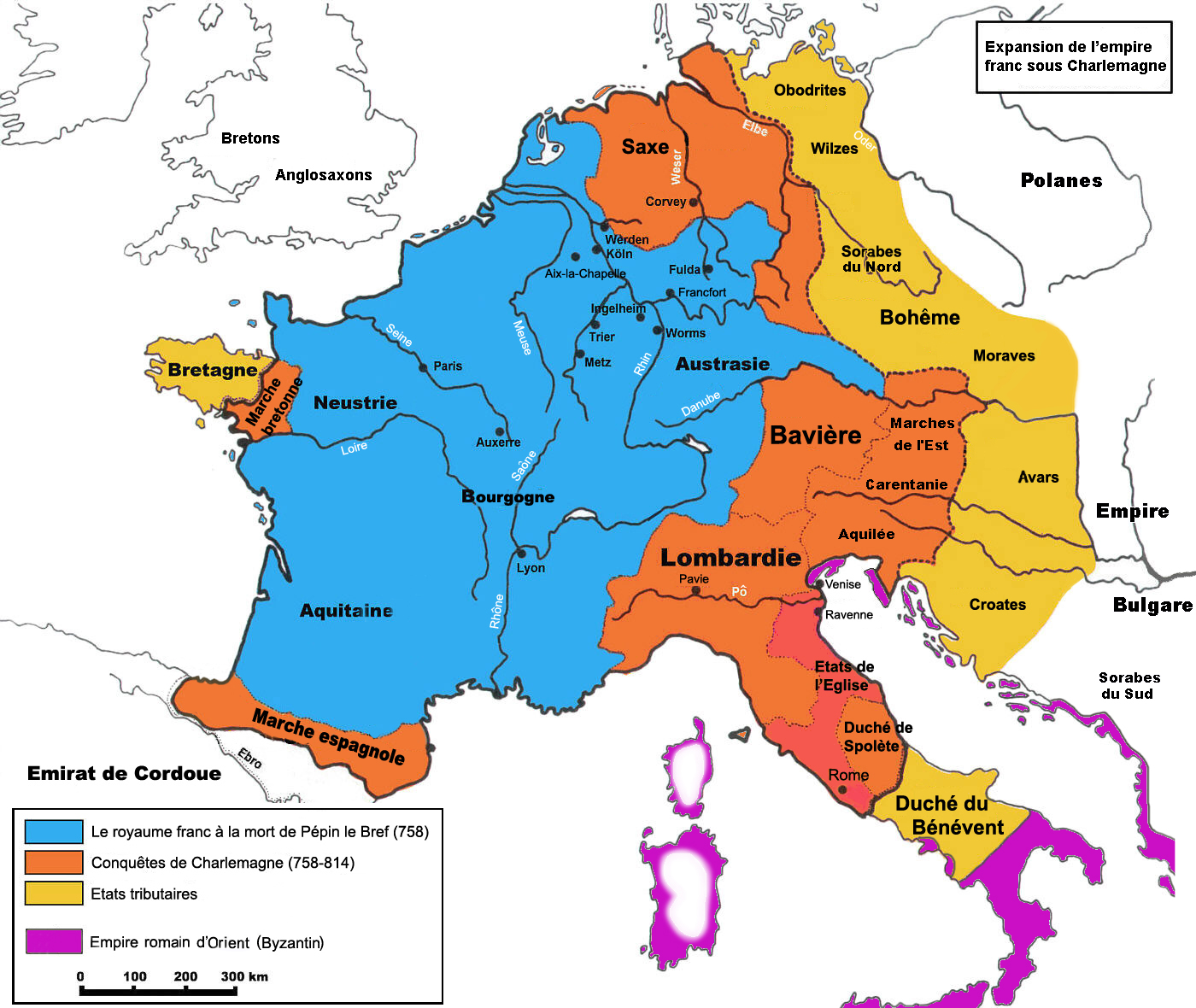
Extension de l'empire carolingien sous Charlemagne.
à la mort de Pépin le Bref 768
Conquêtes de Charlemagne (768-814)
Royaumes versant un tribut

Les troupes arabo-musulmanes prennent Avignon en 735 puis attaquent le Bourgogne. Beaucoup de seigneurs bourguignons « pactisent » alors avec les Berbères mais Charles Martel parvint à les refouler dans le sud de la vallée du Rhône en 736. En 737, il reprend Avignon avec son demi-frère Childebrand. Il s'allie aux Lombards pour reprendre la Provence en 739. L'éviction définitive des troupes arabo-musulmanes du secteur (dont le Var) ne sera faite qu'en fin 976 par Guillaume le Libérateur.
Le comté d'Orange est fondé par Charlemagne.
XIIe et XIIIe siècles, mouvements de renaissance spirituelle et religieuse. Création d'abbayes, églises, couvents, chapelles romanes…
Vers 1136, les Templiers fondent de puissantes commanderies [Où ?].
Le comté d'Orange devient principauté d'Orange en 1181.
En 1229, avec le traité de Meaux, Raymond VII abandonne aux Papes tout ce qu'il possède sur la rive gauche du Rhône. En 1274, Philippe le Hardi met les Papes en possession du Comtat Venaissin.
- À la suite de la répression de l'hérésie albigeoise ⇒ Provence et Comtat Venaissin.

### Architecture
XIe siècle, création des « Castrum » (fortifications perchées autour desquelles se sont développés des villages) du Luberon et des Monts de Vaucluse.
Le 23 juin 1148, l'abbaye de Sénanque est fondée sur le territoire de Gordes.

### Agriculture et économie
Forte économie autour de l'olive (huile, etc.)

## LeXIVesiècle

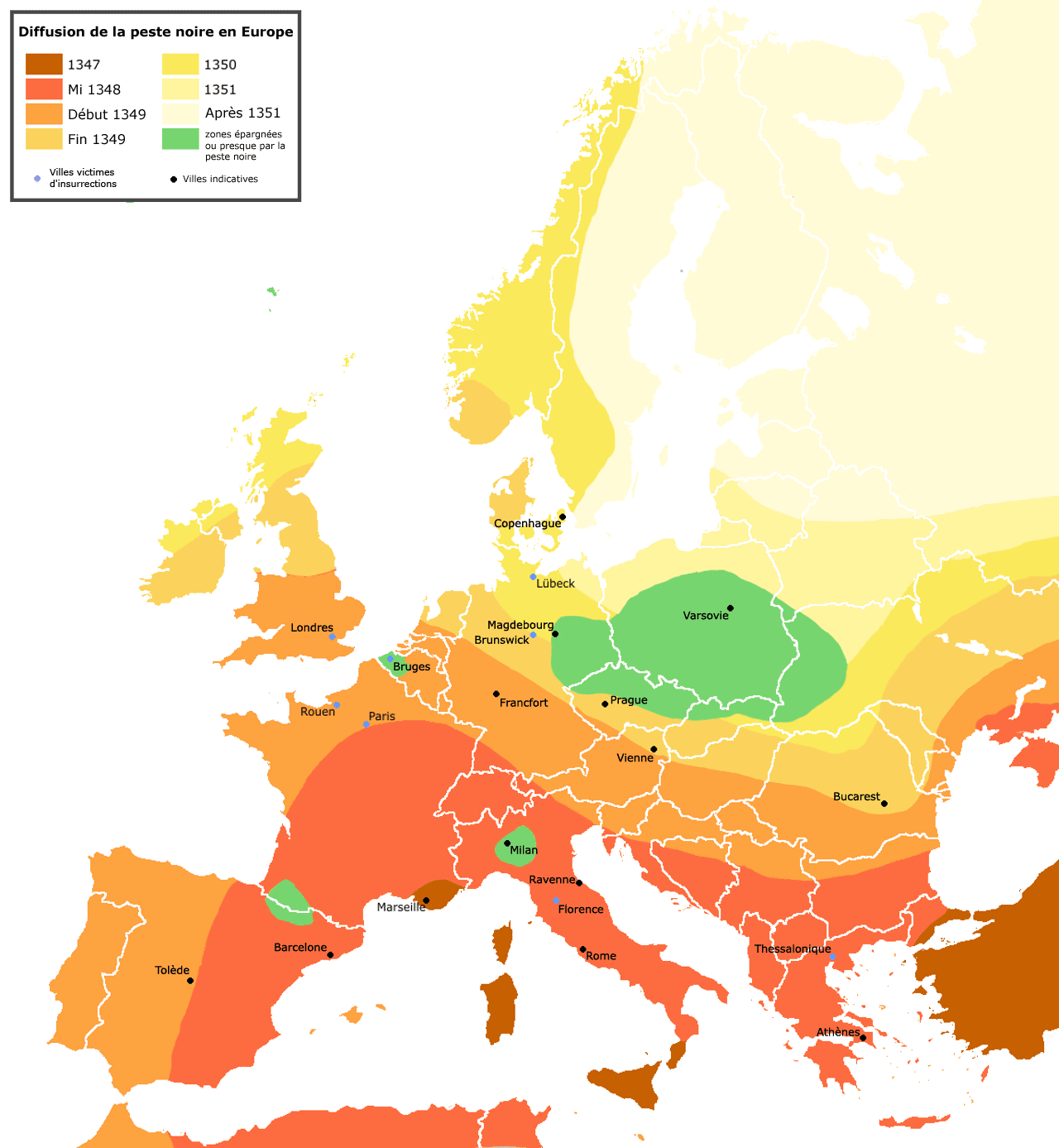
Carte de diffusion de la peste noire de 1347

- Avignon devient la résidence des Papes en 1309.

En 1317, Jean XXII agrandit le territoire pontifical en faisant l'acquisition de Valréas et de son terroir. On dit que c'est par amour du bon vin qu'il fit cet achat à Jean II, Dauphin du Viennois.
En 1347 et jusqu'en 1351, l'Europe est touchée par une très importante épidémie de peste noire. La Provence (1347), puis le Comtat Venaissin (1348) sont touchés dans les premiers.

### Politique
Les Papes à Avignon : De 1309 à 1376, sept papes français vont siéger à Avignon : Clément V, Jean XXII, Benoît XII, Clément VI, Innocent VI, Urbain V et Grégoire XI.
Pour plus de détails sur la papauté à Avignon, voir : Avignon et Papauté d'Avignon
1394, expulsion des juifs du royaume de France. Nombre d'entre eux se réfugient alors dans le jeune Comtat Venaissin, état pontifical tolérant à leur égard.

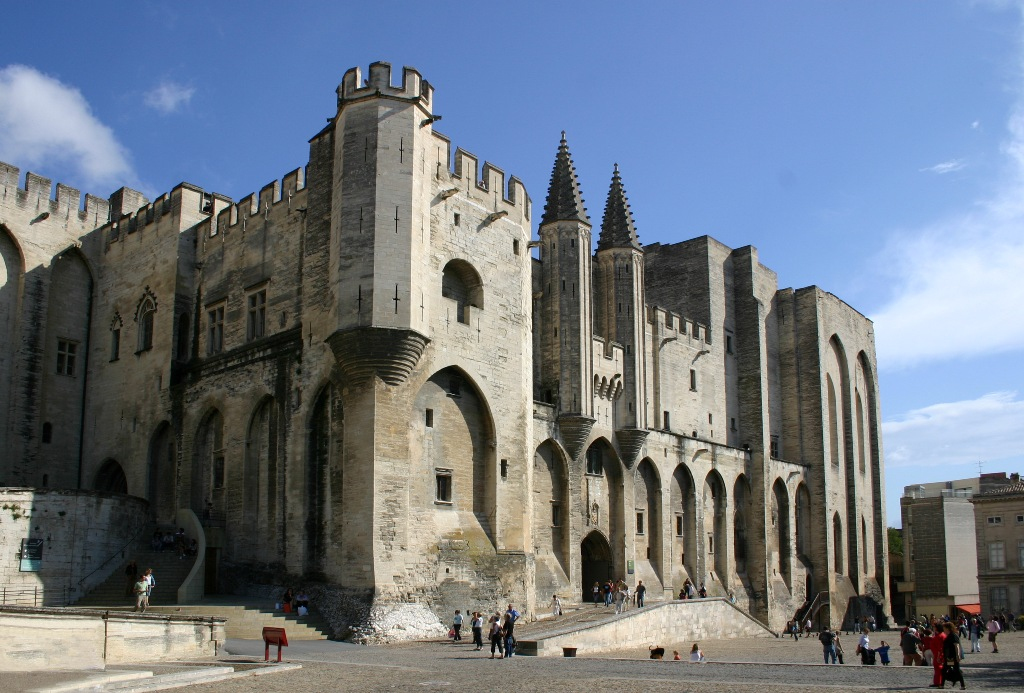
Vue sur le palais.

### Architecture
Le Palais des papes d'Avignon est construit entre 1335 et 1352 sur une protubérance rocheuse au nord de la ville, surplombant le Rhône, sous les pontificats de Benoît XII et Clément VI.
1367, début de la construction de la synagogue de Carpentras.

### Agriculture et économie
La venue des Papes à Avignon introduit la culture de la soie dans la région. Peu à peu se développera la culture du murier dont les feuilles servent de nourriture aux vers.

## LeXVesiècle

### Politique

État de la France en 1477

- Mort du roi René en 1480. 1481, le comté de Provence est incorporé au royaume de France sous l'appellation de "province royale française".

- avril 1481 - guerre civile de Provence

- 1498, Charles VIII exclut les Juifs de Provence.

#### LesVaudois

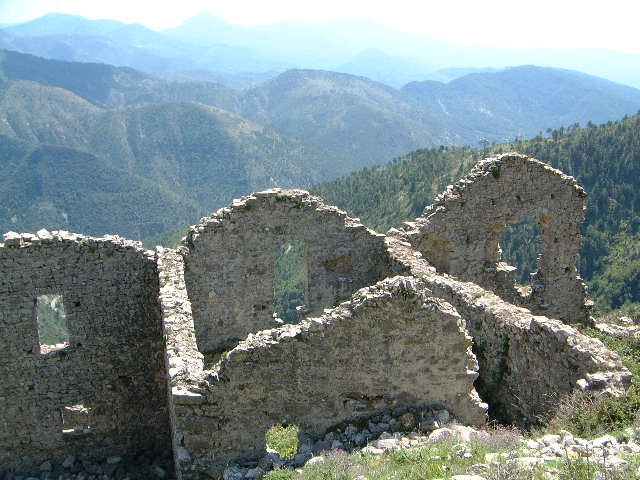
Village abandonné de Rocca Sparviera

L'histoire des Vaudois dans la région du Luberon (sud de la France) illustre les tensions religieuses qui secouent le monde chrétien au Moyen Âge et à la Renaissance.
L'installation de Vaudois dans la région du Luberon commence en 1399 : Louis II de Provence, à la suite d'une longue campagne militaire en Italie, a besoin d'argent. Il met en vente des terres de peu de valeur, qui lui sont achetées par les seigneurs de Boulier-Cental et de Rocca-Sparviera. Ceux-ci, qui ont des possessions dans le Piémont, installent dans ces terres nouvellement acquises une centaine de familles de paysans piémontais, de religion vaudoise : à Mérindol, Vaugines, Cabrière d'Aygues.
Les témoignages du temps décrivent ces Vaudois comme de gros travailleurs, intègres, payant leurs dettes, d'une grande pureté de mœurs. Grâce à leur labeur, les terres produisent de plus en plus, et leurs seigneurs voient leurs dividendes passer « de quatre écus à huit cents ».
Par accroissement naturel, et par la venue de nouveaux Piémontais, ils s'installent dans d'autres villages de l'autre côté du Luberon : Cabrières-d'Avignon, Gordes, Goult, Lacoste.

### Agriculture et économie

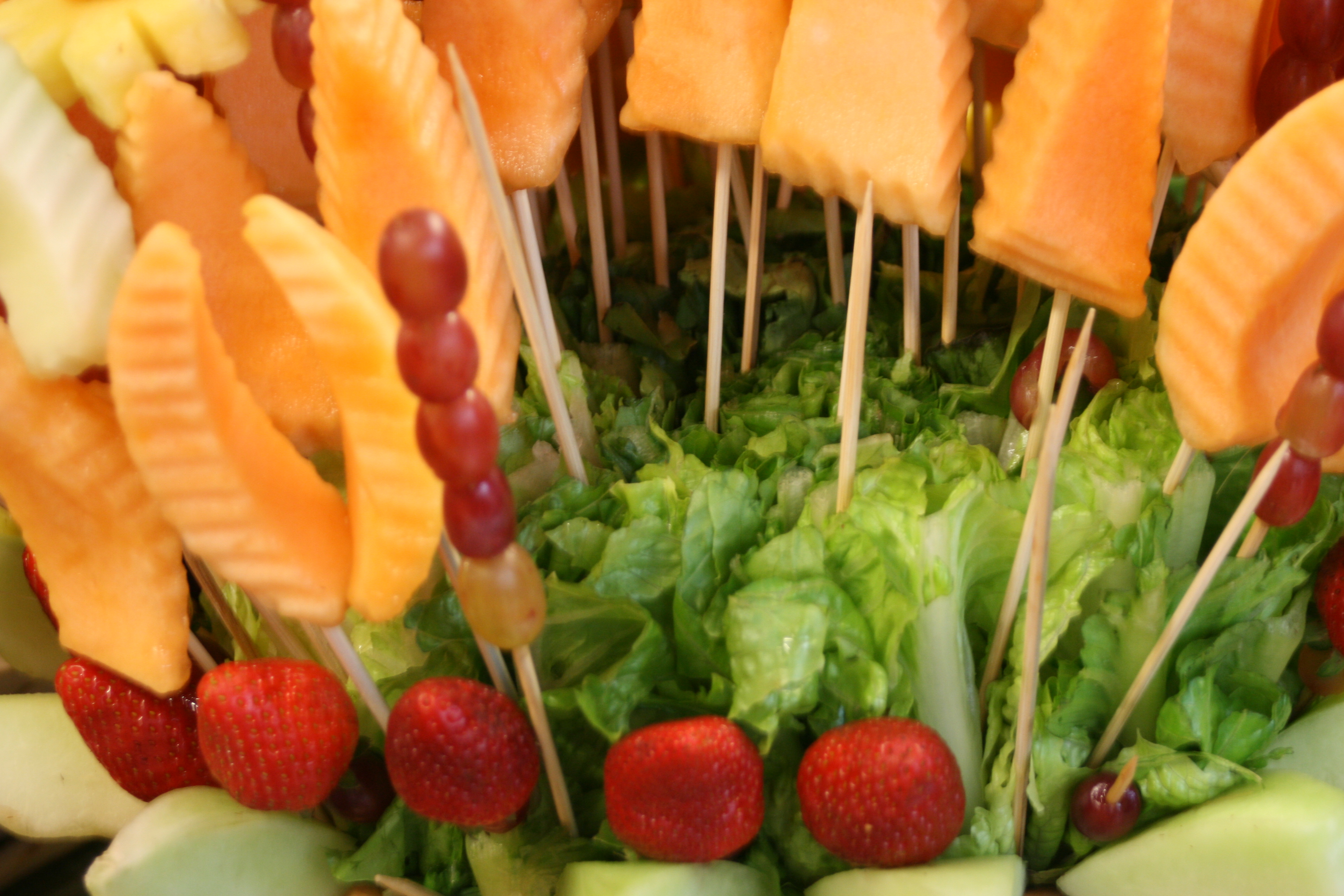
Tomates, fraises et melons de Vaucluse

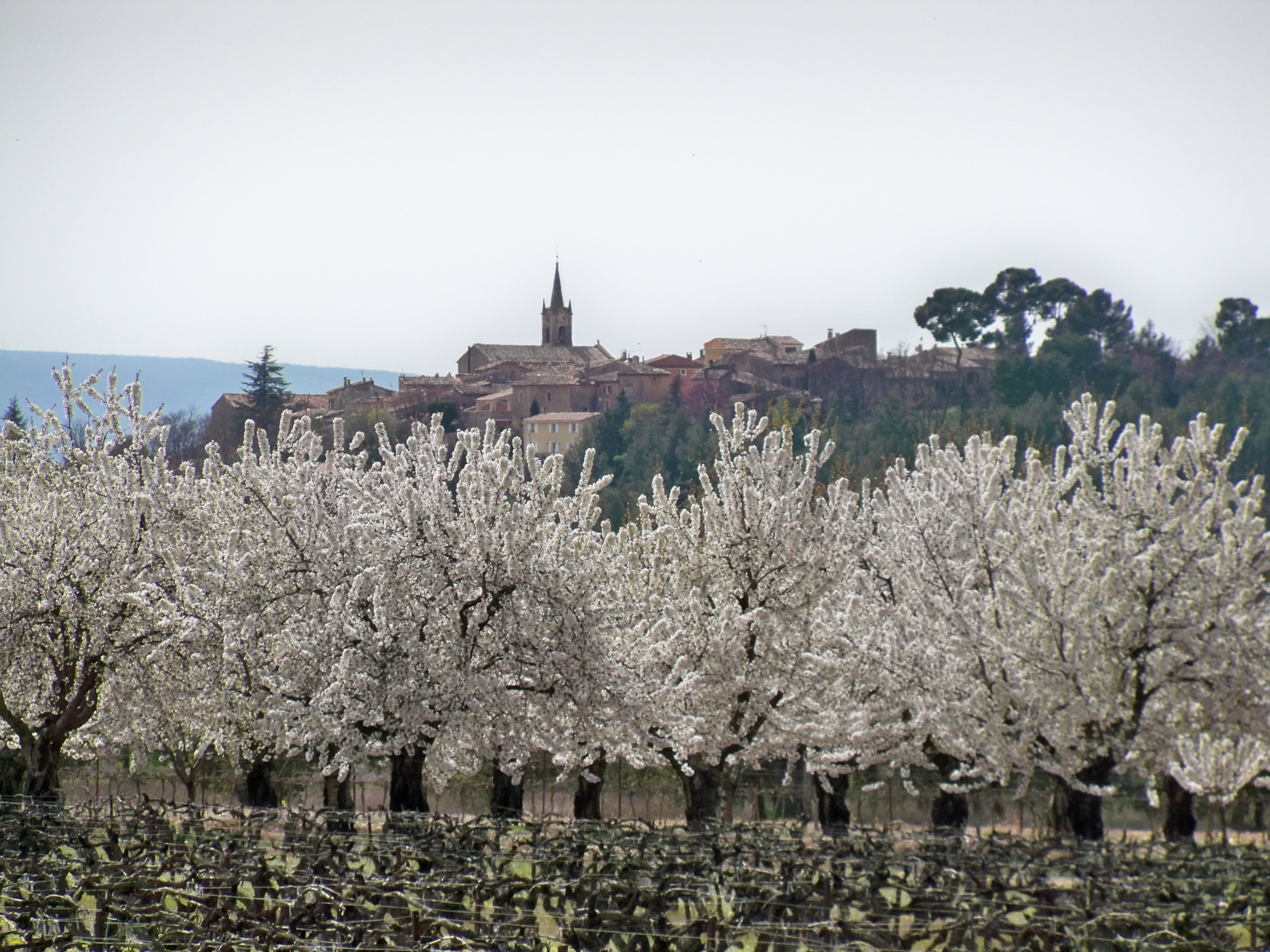
Vignes et cerisiers au pied des monts de Vaucluse

L'agriculture a toujours un rôle important et un fort impact économique sur le territoire que couvre aujourd'hui le Vaucluse. Durant la période romaine, élaboration de "villae" pour la mise en œuvre agricole. On recherche des terres facilement irrigables. Sont ainsi exploitées les plaines entre le Rhône et les Monts de Vaucluse, la plaine de la Durance et celle du Calavon. La venue des Papes à Avignon introduit la culture de la soie dans la région. Celle-ci va se développer avec un large essor en Provence aux XVIIIe et XIXe siècles et perdurera jusqu'à la Première Guerre mondiale. Avec Viens, La Bastide-des-Jourdans fut l'une des communes du Luberon qui en tira le plus de bénéfices grâce à des plantations de mûriers aujourd'hui disparues. Le travail à domicile, les opérations de filage et de traitement de la soie occupèrent de nombreuses personnes et offrirent un revenu d'appoint aux paysans. Au XIXe, développement de la culture de garance, d'abord autour des Sorgues puis sur tout le Vaucluse (De 1855 à 1870, un tiers des Vauclusiens travaille la garance). Mais aussi culture de pastel à Cucuron et à Cavaillon, indigotier et polygonum à L'Isle-sur-la-Sorgue
Avec en moyenne 300 jours de soleil par an, les terres de Vaucluse bénéficient d'un très bon ensoleillement. Les terres sont une alternance de montagnes et collines plus ou moins calcaires et de plaines alluvionnaires creusées par des cours d'eau qui ont permis une irrigation importante. Tout cela a permis le développement de cultures variées (lavandes sur les plateaux du massif des Baronies et des Monts de Vaucluse, fraises ou encore arbres fruitiers dans les plaines, vignes, etc.). L'activité agricole s'articule autour de trois productions majeures : vins, fruits et légumes qui assurent 90 % du chiffre d'affaires. Le Vaucluse est le premier producteur de cerise, pomme golden et de raisin de table et le deuxième de tomate et de melon. Importante production viticole avec plusieurs appellations d'origine contrôlée (Côtes-du-Rhône, Ventoux (AOC), Luberon (AOC)). L'agriculture, l'industrie agro-alimentaire et les activités induites représentent plus de 20 % des emplois. Cette activité connait une certaine saisonnalité et permet à des familles issues des gens du voyage de venir travailler au ramassage de mai à septembre. Marchés d'intérêt national sur Avignon et Cavaillon.

## LeXVIesiècle

### Politique
Dans la seconde moitié du XVIe siècle, le royaume de France est ravagé par les guerres de religion où s’opposent catholiques et protestants.
En 1590, Henri IV crée à Pertuis un Parlement rival de celui d’Aix (puisque celui-ci ne le reconnaît pas pour roi).

#### Les Vaudois, suite
Jusque vers 1528, ils semblent vivre en bonne intelligence avec leurs voisins catholiques.

##### La radicalisation
En 1528, l'évêque d'Apt, Jean Nicolaï, commence à lancer des procès en hérésie. Vers 1530, Jean de Roma, un dominicain, assemble une troupe et commence massacres, viols, tortures, pillages, avant de devoir s’enfuir au Comtat Venaissin : le roi de France, inquiet de ces pillages, avait saisi contre lui le Parlement d'Aix. Il meurt quelques années plus tard.
C'est l'époque de l'installation du calvinisme à Genève. En 1530, les Vaudois du Piémont y envoient quelques émissaires. Calvin leur montre leurs similitudes de doctrine.
En 1532, le mouvement vaudois se rattache officiellement au protestantisme.

##### Le début de la répression
Dans le Comtat Venaissin, appartenant au pape, le vice légat confisque des terres de Vaudois et les redistribue à des catholiques. Le pape Clément VII demande au roi de France François Ier d'agir de même sur le versant français du Lubéron.
Or, après l'élection de Charles Quint en 1519 comme empereur d'Allemagne, François Ier se sent encerclé car Charles Quint possède l'Espagne, les Pays-Bas et une partie de l'Italie. En réaction, François Ier s'allie avec l'empire ottoman de Soliman le Magnifique, par un traité du 4 février 1536 dit « des capitulations ». Cette alliance avec un pays musulman faisant scandale, François Ier ne peut plus se permettre une attitude tolérante en France envers des hérétiques.

Le parlement d'Aix-en-Provence condamne en 1532 sept personnalités vaudoises, et demande aux seigneurs locaux de confisquer les terres des Vaudois.
Ceux-ci prennent les armes, et s'emparent de Mérindol, de Lacoste et de Cabrières-d'Avignon.

En 1534, de nouvelles condamnations frappent des Vaudois, qui sont libérés des prisons d'Apt, de Cavaillon, et de Roussillon par leurs coreligionnaires en armes.

La politique internationale interfère une fois de plus avec la question vaudoise : En novembre 1535, François Ier réclame de nouveau le duché de Milan.
Il envahit la Savoie dès le début de 1536.

Charles Quint prend alors en personne la tête de son armée pour envahir la Provence en franchissant le Var le 25 juillet 1536, et s'empare de Toulon, qui est occupée du 10 août au 15 septembre. Son armée en proie aux épidémies, Charles Quint renonce à assiéger Marseille et rebrousse chemin en septembre.

François Ier cherche alors à calmer la situation en Lubéron, et le 15 juillet 1535, il accorde le pardon aux Vaudois à condition que ceux-ci abjurent leur religion dans les six mois.
En 1544, les Vaudois incendient le monastère de Sénanque (Gordes).

##### La persécution de 1545
Après l'avoir obtenu de manière sournoise (le roi ne lit pas l’édit de Mérindol), les Vaudois sont condamnés.[pas clair]
En avril 1545, la persécution commence, avec comme chefs militaires Paulin de La Garde et Joseph d'Agoult, sous la direction du premier président du Parlement d’Aix, Jean Maynier, baron d’Oppède. Les villages vaudois sont pillés, les hommes massacrés ou envoyés aux galères, les femmes violées avant d’être tuées. Certains sont vendus en esclavage. Les terres sont confisquées. Les biens pillés sont bradés au dixième de leur prix, pour payer les soldats. Les violences débordent, les villages alentour les subissent aussi. Au total, 24 villages sont détruits, 3000 personnes sont massacrées, 670 hommes sont envoyés aux galères. De plus, le passage des soldats empêche les cultures, les troupeaux sont tués, et un nombre indéterminé de paysans meurent de faim. À la mort de François Ier, un procès est ouvert par les seigneurs de la région, qui ont perdu gros. Mais les soudards, comme les parlementaires qui se sont enrichis, sont tous acquittés.
NB : Source / page des Vaudois du Lubéron

## LeXVIIesiècle

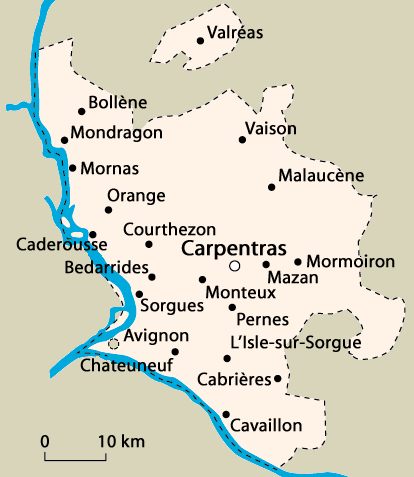
Le Comtat Venaissin

### Politique
La communauté juive du Comtat, appelés Juifs du Pape ou encore Juifs comtadins,

### Architecture
- synagogue de Cavaillon

## LeXVIIIesiècle
1709, plusieurs documents attestent d'un hiver très rude qui va fortement pénaliser la population en détruisant récoltes (dont oliviers), pots de stockage, cuves en pierre…

### Politique

#### La Grande Peste
En 1720, la peste commence à remonter de Marseille à travers toute la Provence.
Pour protéger le Comtat Venaissin des pestiférés de Provence, les communes de la région commencent alors la construction d'un mur sur 27 kilomètres, le « mur de la peste ». Il s’agit d’une muraille en pierre sèche gardée. Même si le fléau est très ralenti par le dispositif, cela ne l’empêche malheureusement pas de se répandre au-delà. En réaction, certaines villes décident de s’approvisionner de manière à tenir le plus longtemps possible et de fermer leurs portes. À Pernes, toutes les portes des remparts sont fermées sauf la porte Notre-Dame, qui sera néanmoins solidement gardée. Enfin, on met en place des lieux de quarantaine tels que la « grange de l’Espérance ». Grâce à toutes ces dispositions, le registre paroissial dénombre seulement 122 décès en 1721 alors que d’autres villes perdent quasiment le quart de leurs habitants.
L’épidémie, réduite en 1722, prend fin en 1723.
- concordat de 1734

- le Vaucluse et la Révolution française

#### La création du département

Carte du département des Bouches-du-Rhône et du Vaucluse en 1790

Précédemment possessions pontificales, Avignon et le Comtat Venaissin furent rattachés à la France le 14 septembre 1791. Ce rattachement fut voté dans l'église de Bédarrides. Le 28 mars 1792, ces territoires formèrent deux nouveaux districts, Vaucluse dans les Bouches-du-Rhône et Ouvèze ou Louvèze dans la Drôme.
À la suite du décret du 25 juin 1793, fut créé le département de Vaucluse, constitué des districts d'Avignon et de Carpentras, mais aussi de ceux d'Apt et d'Orange qui faisaient partie des Bouches-du-Rhône (celui d'Orange avait été d'abord été placé dans la Drôme mais n'y resta que deux mois en 1790), ainsi que du canton de Sault qui se trouvait dans les Basses-Alpes. Il n'en demeure pas moins que le Vaucluse est plus petit que tous les départements voisins.
1800 - modification des limites départementales : Suze-la-Rousse est rattachée à la Drôme, ce qui eut pour conséquence l'enclavement du canton vauclusien de Valréas (dite l'Enclave des Papes).

Carte du département du Vaucluse en 1800

De 1791 à 1793, les 4 districts (Apt, Avignon, Carpentras et Orange) du département de Vaucluse fournirent 5 bataillons de volontaires nationaux.

### Agriculture et économie
La sériciculture se développe en Provence, notamment dans le Luberon.

## LeXIXesiècle
Après la victoire des coalisés à la bataille de Waterloo (18 juin 1815), le département est occupé par les troupes autrichiennes de juin 1815 à novembre 1818 (voir occupation de la France à la fin du Premier Empire).
Fin XIXe, début XXe, plusieurs tremblements de terre se produisent en Luberon dont celui du 14 novembre 1887 [réf. souhaitée].

### Politique
Par la loi du 10 août 1871, le département devient juridiquement une collectivité territoriale et le Conseil général reçoit une compétence globale pour régler les affaires d'intérêt départemental.

### Agriculture et économie
La sériciculture connut un large essor en Provence au XIXe siècle (comme au XVIIIe siècle) et perdurera jusqu'à la Première Guerre mondiale. Avec Viens, La Bastide-des-Jourdans fut l'une des communes du Luberon qui en tira le plus de bénéfices grâce à des plantations de mûriers aujourd'hui disparues. Le travail à domicile, les opérations de filage et de traitement de la soie occupèrent de nombreuses personnes et offrirent un revenu d'appoint aux paysans.
En parallèle, développement de la culture de garance, d'abord autour des Sorgues puis sur tout le Vaucluse (de 1855 à 1870, un tiers des Vauclusiens travaille la garance [réf. souhaitée]). Mais aussi culture de pastel à Cucuron et à Cavaillon, indigotier et polygonum à L'Isle-sur-la-Sorgue

## LeXXesiècle

### L'occupation allemande
La Résistance est aidée par le relief (Luberon, Monts de Vaucluse, etc.)  et établit de nombreux foyers de résistance. Le département est occupé par l’Italie fasciste de novembre 1942 à septembre 1943.
12 juin 1944, massacre de Valréas

#### Croix de guerreenVaucluse
11 novembre 1948

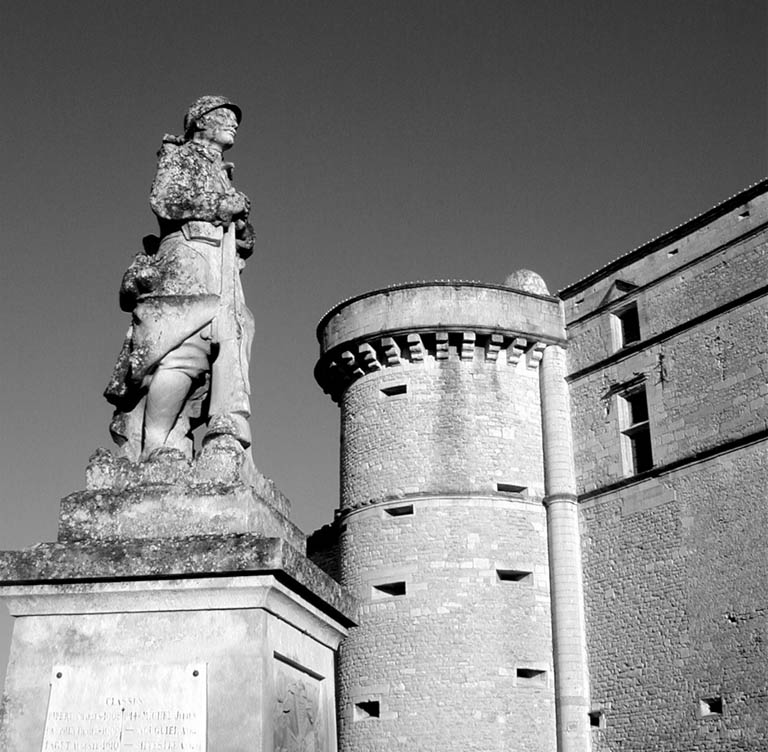
Le monument aux morts de Gordes.

- Gordes - Croix de guerre avec citation à l'ordre de la division (étoile d'argent)
- Lambesc - Croix de guerre avec citation à l'ordre de la division (étoile d'argent)

- Sault - Croix de guerre avec citation à l'ordre du corps d'armée (étoile de vermeil)

### L'après-guerre
Développement du tourisme.
Années 1990 - L'affaire de la profanation du cimetière juif de Carpentras fait beaucoup de bruit.

#### Le site nucléaire duPlateau d'Albion
Avril 1965, en raison de sa faible densité humaine et de son sol, le plateau d'Albion est choisi pour l'implantation de silos nucléaires. Seuls 18 silos et 2 postes de conduite de tir (PCT) seront construits (restriction de budget) sur les 27 silos et 3 postes de conduite de tir initialement prévus (début 1966). base aérienne (BA200) nommée1reGMS (Groupement de Missiles Strategiques).
1971 - Fin des travaux
Septembre 1996, le Président Jacques Chirac annonce la fermeture et le démantèlement des installations d'Albion, en raison de l'évolution de la géostratégie européenne (chute du bloc de l'est) et du vieillissement des missiles trop coûteux en entretien et ne valant pas la peine d'être modernisés.
Plus de détails sur la page : Plateau d'Albion
1982 - lois de décentralisation (France). Suppression de la tutelle préfectorale. Le Président du Conseil général de Vaucluse détient le pouvoir exécutif et assure la préparation et la mise en œuvre du budget.

## LeXXIesiècle
2004 - Acte II de la décentralisation (France).

## Sources